# Championnat d'Albanie de football 1963-1964
Navigation
Championnat d'Albanie 1962-63 Championnat d'Albanie 1964-65
Le Championnat d'Albanie de football de Kategoria Superiore 1963-1964 est la 24e édition de ce championnat .

## Classement
| Rang | Équipe                | Pts | J  | G  | N | P  | Bp | Bc | Diff |
| ---- | --------------------- | --- | -- | -- | - | -- | -- | -- | ---- |
| 1    | Partizan Tirana       | 37  | 22 | 15 | 7 | 0  | 46 | 10 | +36  |
| 2    | Dinamo Tirana         | 32  | 22 | 14 | 4 | 4  | 44 | 26 | +18  |
| 3    | Besa Kavajë           | 29  | 22 | 11 | 7 | 4  | 31 | 19 | +12  |
| 4    | Labinoti Elbasan      | 27  | 22 | 11 | 5 | 6  | 37 | 29 | +8   |
| 5    | Flamurtari Vlorë      | 26  | 22 | 9  | 8 | 5  | 22 | 18 | +4   |
| 6    | 17 Nëntori Tirana     | 25  | 22 | 8  | 9 | 5  | 32 | 21 | +11  |
| 7    | Lokomotiva Durrës     | 22  | 22 | 8  | 6 | 8  | 28 | 20 | +8   |
| 8    | Tomori Berat          | 16  | 22 | 5  | 6 | 11 | 23 | 37 | -14  |
| 9    | Skënderbeu Korçë      | 15  | 22 | 5  | 5 | 12 | 20 | 33 | -13  |
| 10   | Traktori Lushnja      | 14  | 22 | 7  | 0 | 15 | 21 | 40 | -19  |
| 11   | Vllaznia Shkodër      | 14  | 22 | 4  | 6 | 12 | 29 | 49 | -20  |
| 12   | Luftëtari Gjirokastër | 7   | 22 | 2  | 3 | 17 | 13 | 44 | -31  |

|  | Champion              |
|  | Barrage de relégation |
|  | Relégué               |

## Barrages de relégation
| 1964 | Vllaznia Shkodër | 1-1 | Naftëtari Qyteti Stalin |  |  |
|      |                  |     |                         |  |  |

| 1964 | Naftëtari Qyteti Stalin | 0-2 | Vllaznia Shkodër |  |  |
|      |                         |     |                  |  |  |

## Bilan de la saison
| Tableau d'Honneur                 |                 |
| Compétition                       | Vainqueur       |
| Championnat d'Albanie de football | Partizan Tirana |
| Coupe d'Albanie de football       | Partizan Tirana |

| Promotions et relégations     |                       |
| Relégués en First Division    | Luftëtari Gjirokastër |
| Promus en Kategoria Superiore | Ylli i Kuq Pogradec   |